# Stanislaw Krawtschuk
Stanislaw Mychailowytsch Krawtschuk (ukrainisch Станіслав Михайлович Кравчук; * 25. September 1978 in Chirchiq, Usbekische SSR) ist ein ukrainischer Freestyle-Skier. Er ist auf die Disziplin Aerials (Springen) spezialisiert.

## Biografie
Der in Usbekistan geborene Krawtschuk trat bei der Weltmeisterschaft 1997 erstmals international in Erscheinung. Sein Debüt im Weltcup hatte er am 14. März 1997 am Hundfjället bei Sälen, wo er sogleich Achter wurde. In den Jahren 1999 und 2000 bestritt er keine Wettkämpfe. 2002 gelang ihm mit einem fünften Platz das beste Ergebnis an Olympischen Spielen. Ebenfalls den fünften Platz belegte er bei der Weltmeisterschaft 2003.
Am 5. Dezember 2003 erzielte Krawtschuk mit Platz 3 in Ruka erstmals eine Podestplatzierung in einem Weltcupwettbewerb. Zwei weitere Podestplätze gelangen ihm in der Weltcupsaison 2004/05, ein weiterer folgte in der Saison 2006/07. Den bisher einzigen Weltcupsieg konnte er am 1. Februar 2008 in Deer Valley feiern. Krawtschuk stand in der Saison 2008/09 zweimal auf dem Podest, in der Saison 2010/11 dreimal. Im Februar 2012 gelang ihm nach über vier Jahren Unterbrechung der zweite Weltcupsieg.

## Erfolge

### Olympische Spiele
- Nagano 1998: 9. Aerials
- Salt Lake City 2002: 5. Aerials
- Turin 2006: 13. Aerials
- Vancouver 2010: 19. Aerials

### Weltmeisterschaften
- Nagano 1997: 14. Aerials
- Whistler 2001: 15. Aerials
- Deer Valley 2003: 5. Aerials
- Ruka 2005: 22. Aerials
- Madonna di Campiglio 2007: 12. Aerials
- Inawashiro 2009: 14. Aerials
- Deer Valley 2011: 9. Aerials

### Weltcup
- Saison 2007/08: 9. Gesamtweltcup, 4. Aerials-Weltcup
- Saison 2010/11: 6. Aerials-Weltcup
- Saison 2011/12: 8. Aerials-Weltcup
- 12 Podestplätze, davon 1 Sieg:

| Datum            | Ort         | Land    |
| ---------------- | ----------- | ------- |
| 1. Februar 2008  | Deer Valley | USA     |
| 25. Februar 2012 | Minsk       | Belarus |

### Weitere Erfolge
- 1 Sieg im Europacup
- 1 Podestplatz im Nor-Am Cup